# Kong Christian stod ved højen Mast
Kong Christian stod ved højen Mast är tillsammans med Der er et yndigt land Danmarks två nationalsånger, den förstnämnda används när den danska monarken eller medlemmar av kungafamiljen är närvarande, och kallas därför också för den danska kungssången.
Texten är en nationalromantisk hyllning till kung Kristian IV  insatser vid sjöslaget vid Kolberger Heide 1644 i vilket Danmarks flotta segrade över ärkerivalen Sverige. I vers 2 och 3 av sången hyllas vidare de dansk-norska sjöhjältarna Niels Juel och Peter Tordenskjold. 
Sjöslaget 1644 var en del av det som benämns som Torstensonska kriget, vilket dock Sverige vann huvudsakligen genom militära segrar med armén på land, vilket stadfästes i freden i Brömsebro.

## Bakgrund

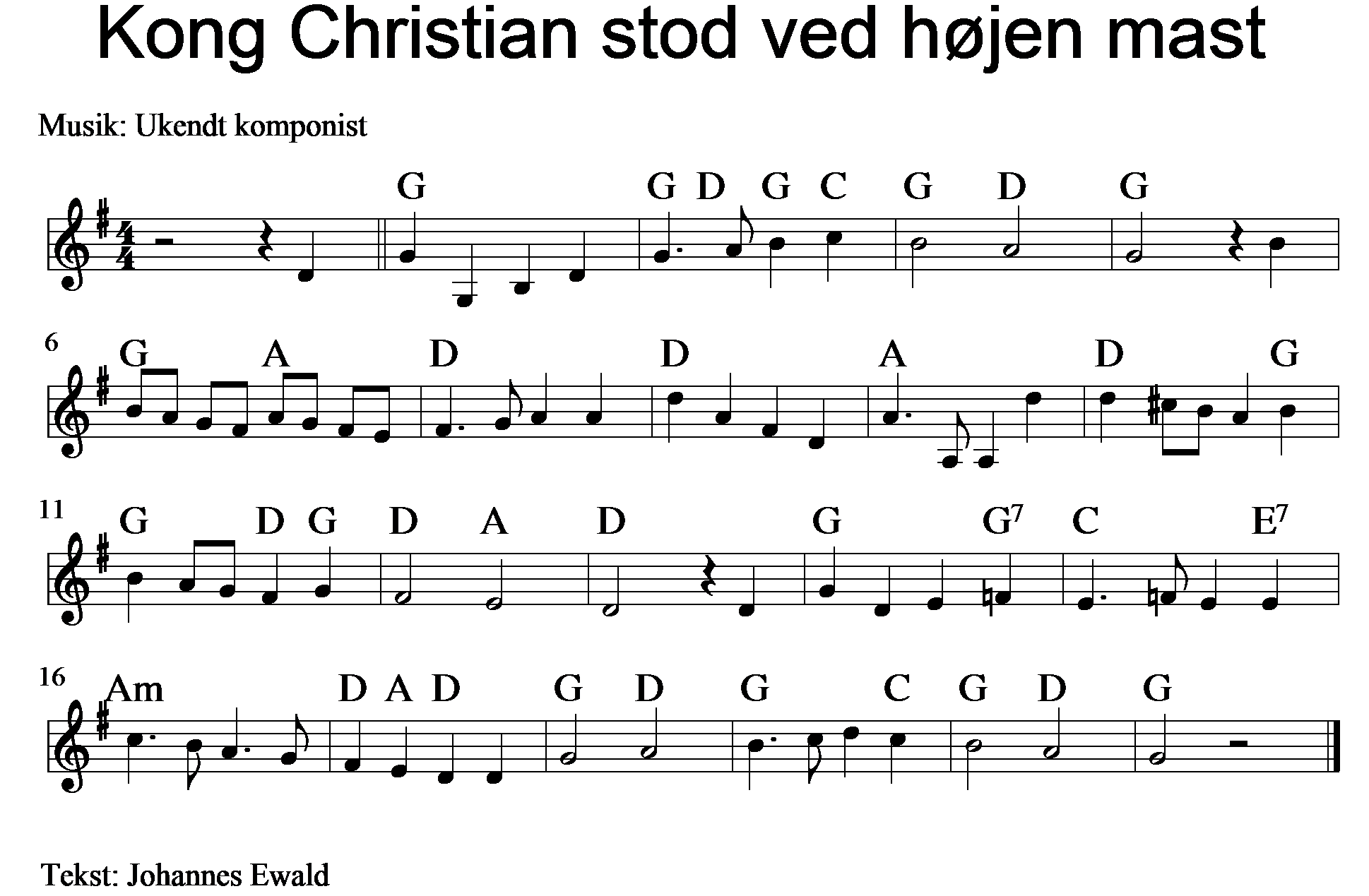

Texten skrevs 1779 av Johannes Ewald, men det är inte känt vem som skrivit musiken.
Sångens text har sin bakgrund i ett skeppsbrott vid Hornbæk på 1770-talet. Skepparen undsattes av de lokala fiskarna, som senare trots sin fattigdom tackade nej till ett erbjudande om belöning. Denna osjälviska räddningsaktion föranledde Ewald att skriva sångspelet Fiskerne, där denna sång med lovprisningen av den dansk-norske sjöfartens hjältars insatser i Torstensonska kriget förekommer. Musiken till Fiskerne är skriven av Johann Hartmann. Som förlaga till sången har han och Ewald troligtvis använt en melodi ur en samling för violin av bröderna Bast, som för övrigt var bekant med Ewald. Noterna för violin nedtecknades mellan 1762 och 1777.
Melodin fick sin slutliga form i Kuhlaus musik till Elverhøi från 1828. I detta festspel med text av Johan Ludvig Heiberg som skrevs till prins Fredriks bröllop samma år, slutar den i Danmark mycket välkända ouvertyren med denna melodi, och styckets avslutning är koralen Beskærm vor konge, store Gud över samma melodi.